# Aristolochia tyrrhena
Aristolochia tyrrhena là một loài thực vật có hoa trong họ Aristolochiaceae. Loài này được E.Nardi & Arrigoni mô tả khoa học đầu tiên năm 1983.